# (894) Erda
(894) Erda est un astéroïde évoluant dans la ceinture principale, découvert le 4 juin 1918 par l'astronome allemand Max Wolf depuis l'observatoire du Königstuhl.
Il est nommé d'après le personnage Erda de la Tétralogie de Richard Wagner.